# Manseau
Manseau es un municipio canadiense situado en la provincia de Quebec.

## Superficie
Manseau tiene una superficie de 104,48 km².

## Demografía
En 2021, tenía 807 habitantes, una densidad poblacional de 7,7 hab./km², y 422 viviendas.